# 寿宝堂千歌国
寿宝堂 千歌国（じゅほうどう ちかくに、生没年不詳）とは、江戸時代の大坂の浮世絵師。

## 来歴
寿好堂よし国の門人、大坂の人。寿宝堂と号す。作画期は文政4年（1821年）から文政6年にかけてで、役者絵を描いている。

## 作品
- 「笹屋隼人・故嵐橘三郎」　横大判錦絵　ボストン美術館所蔵　※文政4年、「恋紅葉小倉のしきし」
- 「奴佐五平・百村百太郎」　大判錦絵　池田文庫所蔵　※文政5年4 - 6月頃、大坂大西芝居『姉妹達大礎』より。「よし国門人千歌国画」の落款あり
- 「獄門庄兵衛・新升」　大判錦絵2枚続の内　※文政6年3月、大坂角の芝居『堂島救入浜』より
- 「団七九郎兵衛・中村歌右衛門　一寸徳兵衛・市川鰕十郎」　大判錦絵2枚続　※文政6年5月、角の芝居『夏祭浪花鑑』より